# Заговоруха
Заговоруха — деревня в Красновишерском районе Пермского края. Входит в состав Вишерогорского сельского поселения.

## Географическое положение
Расположена на правом берегу реки Вишера, немногим выше места впадения в неё реки Говоруха, примерно в 5 км к северо-западу от центра поселения, посёлка Вишерогорск, и в 26 км к северо-востоку от центра района, города Красновишерск.

## Население
| 2010 |
| ---- |
| 81   |

## Улицы[2]
- Мира ул.
- Набережная ул.
- Центральная ул.

## Топографические карты
- Лист карты P-40-127,128 Красновишерск. Масштаб: 1 : 100 000. Состояние местности на 1982 год. Издание 1988 г.